# Анте Жанетич
Анте Жанетич (сербохорв. Ante Žanetić, нар. 18 листопада 1936, Блато — пом. 18 грудня 2014, Вуллонгонг) — югославський футболіст, що грав на позиції захисника.
Виступав за клуби «Хайдук» (Спліт), «Расінг Вайт» та «Брюгге», а також національну збірну Югославії.

## Клубна кар'єра
У дорослому футболі дебютував 1955 року виступами за команду клубу «Хайдук» (Спліт), в якій провів шість сезонів, взявши участь у 115 матчах чемпіонату.
Своєю грою за цю команду привернув увагу представників тренерського штабу «Брюгге», до складу якого приєднався 1961 року. Відіграв за команду з Брюгге наступні три сезони своєї ігрової кар'єри.
Завершив професійну ігрову кар'єру у клубі «Расінг Вайт», за який виступав протягом 1964–1966 років.
Помер 18 грудня 2014 року на 79-му році життя у місті Вуллонгонг..

## Виступи за збірні
1956 року зіграв один матч у складі збірної СР Хорватії.
20 грудня 1959 року дебютував в офіційних матчах у складі національної збірної Югославії в товариській грі проти збірної Німеччини (1:1). 
Наступного року потрапив до заявки на перший чемпіонат Європи у Франції, де в першому матчі забив один з голів у ворота господарів змагань (5:4) і допоміг своїй команді вийти до фіналу. В вирішальному матчі, де югослави поступились збірній СРСР (1:2), також провів увесь матч і разом з командою здобув «срібло» чемпіонату. 
Наступного місяця у складі збірної брав участь у Олімпійських іграх в Римі, де зіграв у всіх п'яти матчах і допоміг своїй збірній здобути золоті медалі.
Після завершення олімпіади до складу збірної не залучався. Всього протягом кар'єри у національній команді провів у формі головної команди країни 16 матчів, забивши 2 голи.

## Титули і досягнення
- Олімпійський чемпіон (1):

Югославія: 1960
- Віце-чемпіон Європи (1):

Югославія: 1960